# Vinine (Trilj)
Vinine falu Horvátországban Split-Dalmácia megyében. Közigazgatásilag Triljhez tartozik.

## Fekvése
Splittől légvonalban 29, közúton 42 km-re északkeletre, Sinjtől légvonalban 19, közúton 23 km-re délkeletre, községközpontjától 10 km-re délkeletre a dalmát Zagora területén, a Kamešnica-hegység és a Cetina szurdokvölgye közötti karsztmezőn, a 60-as számú főút mentén fekszik. 

## Története
A településnek 1890-ben 326, 1910-ben 285 lakosa volt. 1918-ban az új szerb-horvát-szlovén állam, majd később Jugoszlávia része lett. A háború után a szocialista Jugoszláviához került. 1991 óta a független Horvátországhoz tartozik. Az 1990-es évek óta lakossága folyamatosan csökkent. 2011-ben a településnek 24 lakosa volt.

## Lakosság
| Lakosság változása | Lakosság változása | Lakosság változása | Lakosság változása | Lakosság változása | Lakosság változása | Lakosság változása | Lakosság változása | Lakosság változása | Lakosság változása | Lakosság változása | Lakosság változása | Lakosság változása | Lakosság változása | Lakosság változása | Lakosság változása |
| ------------------ | ------------------ | ------------------ | ------------------ | ------------------ | ------------------ | ------------------ | ------------------ | ------------------ | ------------------ | ------------------ | ------------------ | ------------------ | ------------------ | ------------------ | ------------------ |
| 1857               | 1869               | 1880               | 1890               | 1900               | 1910               | 1921               | 1931               | 1948               | 1953               | 1961               | 1971               | 1981               | 1991               | 2001               | 2011               |
| 0                  | 0                  | 0                  | 326                | 197                | 285                | 0                  | 186                | 153                | 169                | 158                | 153                | 115                | 100                | 35                 | 24                 |

(1857 és 1880 között, valamint 1921-ben lakosságát Budimirhez számították.)